# تم هدویگ
تم هدویگ (به انگلیسی: Hedwig's Theme)، یک قطعه ارکسترال است که توسط جان ویلیامز ساخته شده است. این قطعه که به عنوان تم اصلی مجموعه‌فیلم‌های هری پاتر، در تمامی هشت قسمت آن به گوش می‌رسد، برای نخستین‌بار در فیلم هری پاتر و سنگ جادو (۲۰۰۱) مورد استفاده قرار گرفت که بر اساس رمانی به همین نام نوشته جی. کی. رولینگ ساخته شده است. تم هدویگ مرور تبدیل به نشانه‌ای از دنیای جادوگری جی.کی. رولینگ شد. عنوان قطعه اشاره به نام پرنده نامه‌رسان شخصیت هری پاتر دارد که یک بوف برفی دارد. تم هدویگ به همراه آلبوم موسیقی متن هری پاتر و سنگ جادو در تاریخ ۳۰ اکتبر ۲۰۰۱ به بازار آمد. ویلیامز برای کار خود در هفتاد و چهارمین دوره جوایز اسکار نامزد جایزه اسکار بهترین موسیقی فیلم شد.
از همان زمان نخستین انتشار، تم هدویگ به سرعت میان طرفداران هری پاتر محبوب شد و اکنون به نمادی از دنیای داستانی آن در سراسر جهان شناخته می‌شود. پاتریک دویل، نیکلاس هوپر و الکساندر دسپلا که آهنگسازان فیلم‌های چهارم تا هشتم بودند، این قطعه را به روش‌های مختلف بازسازی کردند. جیمز نیوتن هاوارد که آهنگساز مجموعه جانوران شگفت‌انگیز بود نیز در کار خود به این آهنگ ارجاع داد. تم هدویگ به‌طور گسترده به عنوان یکی از بزرگ‌ترین و نمادین‌ترین تم‌های فیلم در تمام دوران شناخته می‌شود.